# Stephen Sunday

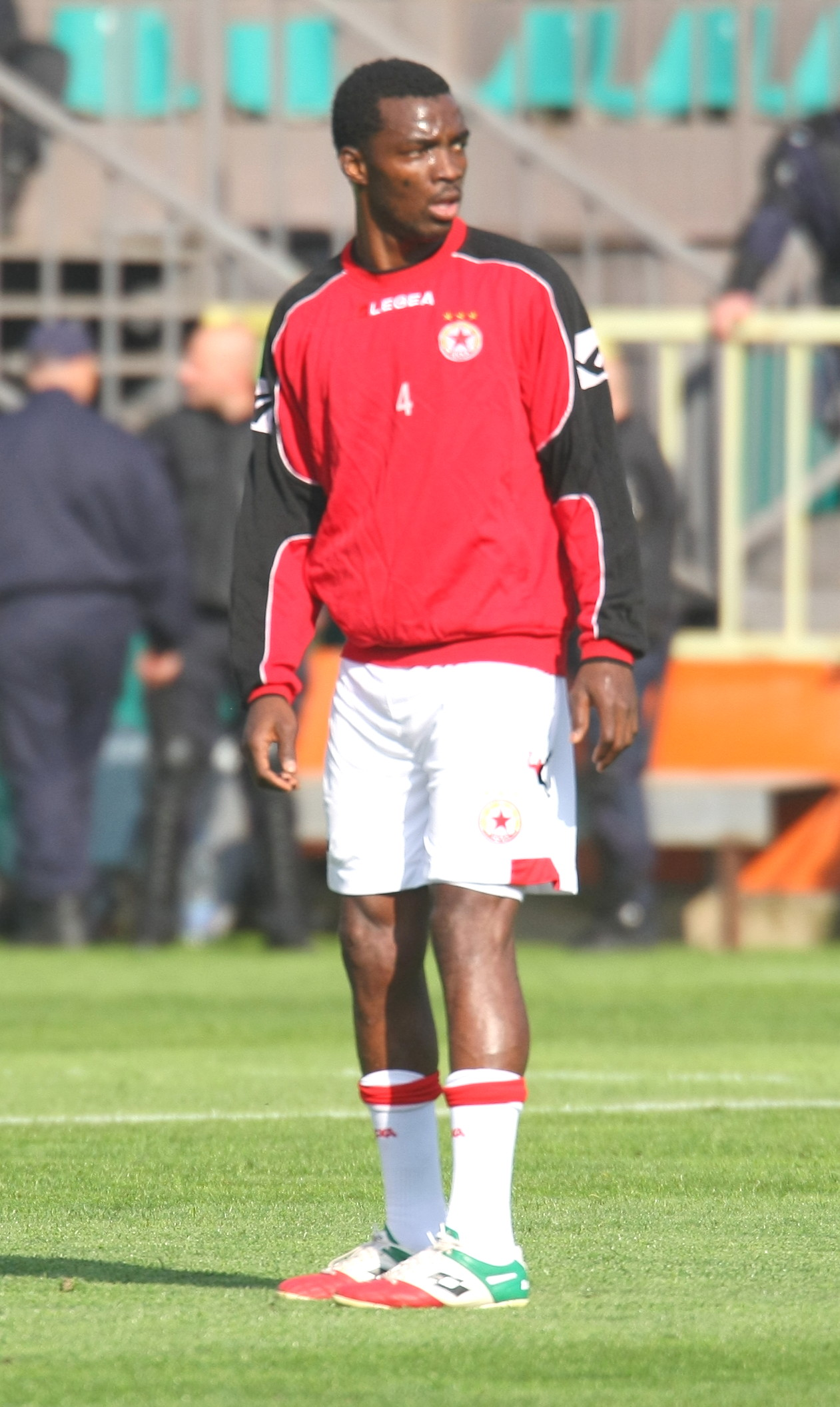
Stephen Sunday

Stephen Sunday, voetbalnaam Sunny, (Lagos, 17 september 1988) is een Nigeriaans-Spaans voetballer. Hij speelt sinds 2007 als middenvelder bij Valencia CF.

## Clubvoetbal
Sunday begon als voetballer in zijn geboorteland bij FC Ebedei en vervolgens Jegede Babes. In 2003 speelde middenvelder met Jegede Babes op twee jeugdtoernooien in Zweden en Spanje. Op het Spaanse toernooi in Madrid trok hij de aandacht van Polideportivo Ejido, een club uit de Segunda División A. Sunday ging bij deze club in het tweede elftal spelen. In het seizoen 2005/2006 kwam Sunday bij het eerste elftal van Polideportivo Ejido. Hij debuteerde op 17-jarige leeftijd als invaller in de competitiewedstrijd tegen Elche CF. Al snel veroverde de middenvelder een basisplaats. In 2007 werd Sunday gecontracteerd door Valencia CF. Door deze club werd hij reeds uitgeleend aan Osasuna (2008-2009), Betis Sevilla (2009-2010) en monenteel aan Numancia (sinds begin 2011).

## Nationaal elftal
Sunday heeft inmiddels naast een Nigeriaans ook een Spaans paspoort en de middenvelder speelde interlands voor verschillende Spaanse jeugdelftallen. In 2007 nam hij deel aan het WK Onder-20 in Canada. In 2010 koos hij echter voor de Nigeriaanse nationale ploeg. Hij maakte zijn debuut in een interland tegen Guinee.
1 Doménech ·
2 Caufriez ·
3 Mosquera ·
4 Diakhaby ·
5 Barrenechea ·
6 Guillamón ·
7 Canós ·
8 Guerra ·
9 Duro ·
10 Almeida ·
11 Mir ·
12 Correia ·
13 Dimitrievski ·
14 Gayà  ·
15 Tárrega ·
16 López ·
17 Gómez ·
18 Pepelu ·
20 Foulquier ·
21 Vázquez ·
22 Rioja ·
23 Pérez ·
24 Gąsiorowski ·
25 Mamardasjvili ·
30 Valera ·
Coach: Baraja